# Zelinkaderes submersus
Espèce
Zelinkaderes submersus est  une espèce de Kinorhynches de la famille des Zelinkaderidae.

## Distribution
Cette espèce a été découverte en mer du Nord.

## Publication originale
- Gerlach, 1969 : Cateria submersa sp. n., ein cryptorhager Kinorhynch aus dem sublitoralen Mesopsammal der Nordsee. Veroffentlichungen des Institute fur Meeresforschung in Brernerhaven, vol. 12, p. 161-168.